# Орля Перч
Орля Перч (на полски: Orla Perć), в буквален превод на български „Орловият път“, е планински маршрут в Татрите, Южна Полша. Смятан е за най-трудния и най-опасен маршрут в цялата планина и затова е подходящ само за опитни планинари. Маршрутът е маркиран с червена маркировка. До ноември 2009 г. по него са загинали повече от 120 души.

## Технически данни
Маршрут се намира в центъра на Високите Татри. Общата дължина на достъпния маршрут е 4,5 km. Пълно време на прехода (през лятото, в зависимост от условия) е между 6 и 8 часа. Най-високата точка е Кожи Връх (2291 m). Маршрутът започва от седловината Заврат (2159 m) и свършва при седловината Кшижне (2112 m); минава през няколко върхове. Пътеката е много опасна и преминава главно по протежение на планинското било. Многобройните обезопасителни съоръжения за катерене са достъпни за планинари на най-стръмни и вертикални части, включително стълби, подвижни стълби, вериги и метални стъпки. Пътеката преминава през гранитни скали, чакъл и неравна повърхност. Маршрутът е свързан с другите маршрути, има осем кръстовища, водещи до планинските хижи. Част от седловината Заврат до Кожи Връх е еднопосочна. По протежение на маршрута са възможни падащи камъни и лавини.

## История
Маршрутът е прокаран през 1901 г. от Франчишек Новицки, полския поет и планински водач. Пътеката е конструирана и маркирана от свещеник Валенти Гадовски между 1903 и 1906 г., съединяващите се пътеки са маркирани до 1911 г. След няколко смъртни случая, през 2006 г. планинската водачка Ирена Рубиновска и режисьора Пьотр Микуцки апелират органите на Татренския национален парк да демонтират всички помагала за катерене по протежение на маршрута и да ги променят на железен път. Молбата се посреща с различни реакции на групи и лоби ангажирани в туристическия бизнес. Беше направено заключението, че това е исторически път, и че ще остане непроменен. Управлението на Татренския национален парк от юли 2007 г. въвежда еднопосочно движение на частта от седловина Заврат до Кожи Връх.